# 실미도
실미도(實尾島)는 인천광역시 중구 무의동에 위치한 면적 253,594 m²의 무인도이다. 무의도에서 북서쪽으로 약 400 m 떨어져 있고, 인천항과 약 21.2 km 떨어져 있다. 하루 2번 썰물 때에 무의도와 연결되어 걸어서 들어갈 수 있다.

## 역사
흔히 '실미도 부대'라고 부르는 684 부대(1968.4 - 1971.8)는 실미도에 있었던 북파목적의 비밀부대였다. 684 부대는 1968년에 일어난 1·21 사태에 대한 보복을 목적으로 같은 해 4월에 창설되었다. 이들은 조선민주주의인민공화국에 침투하여 김일성을 암살하기 위해 혹독한 훈련을 받았으나, 1971년 남북 화해 분위기가 조성되면서 작전 자체가 불확실해지자 같은 해 8월 23일 감시병들을 살해하고 서울로 잠입하여 실미도 사건을 일으켰다.
이 사건을 모티브로 기획한 영화 《실미도》가 흥행에 대성공하면서 관광지로 개발되었는데 이 영화에 앞서 《쿠데타》가 개봉될 예정이었으나 제작비 등 여러 문제가 겹쳐 좌절됐으며  이 과정에서 드라마 PD 출신 김종학 감독의 영화감독 데뷔도 무산됐다.

## 대중문화
- 백동호의 소설 실미도
- 2003년 하반기에 개봉한 한국 영화 실미도

## 갤러리

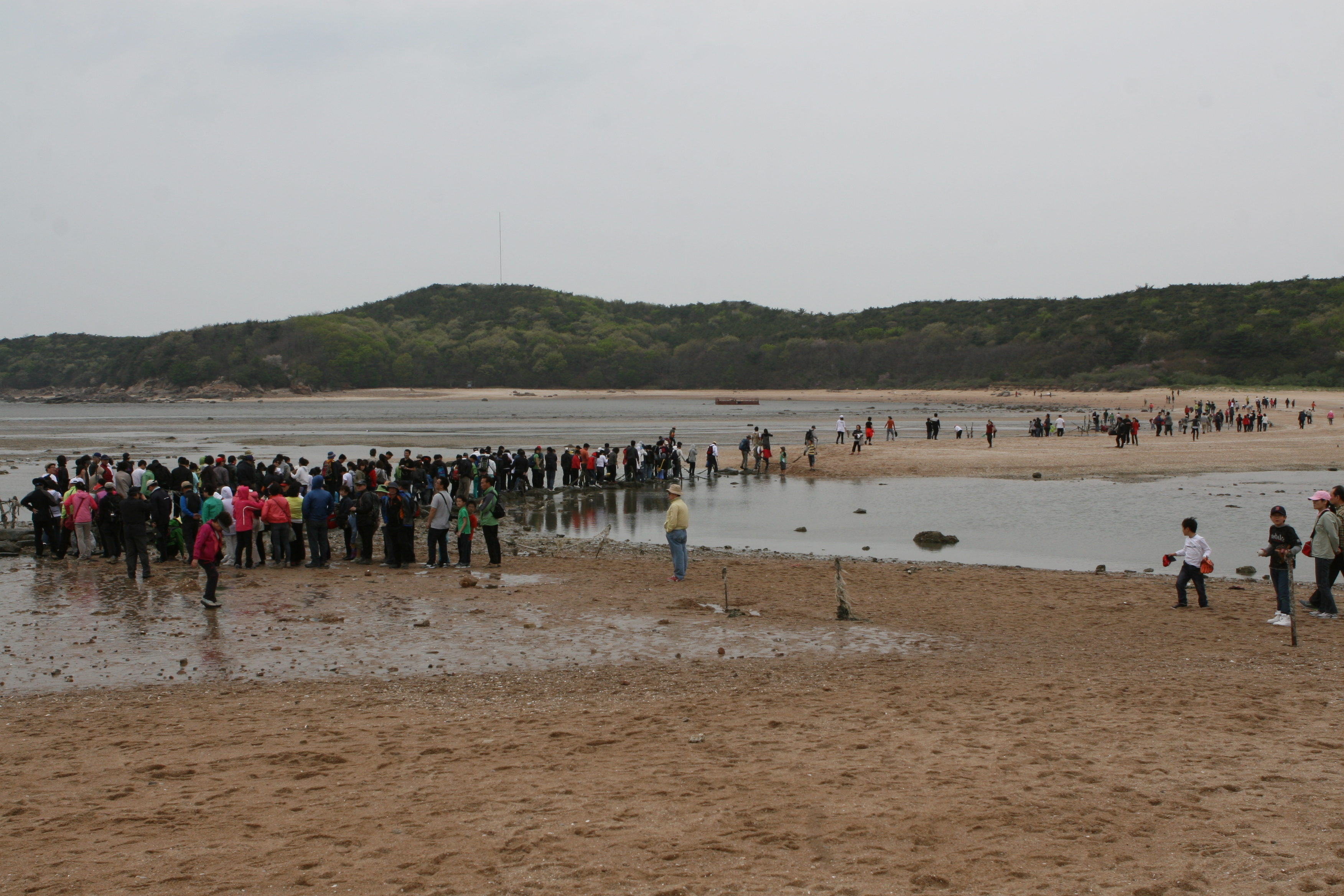
실미도 바다 건너기

## 같이 보기
- 실미도 (영화)
- 684 부대